# Ольшанский (посёлок)
Ольшанский — посёлок в Коченёвском районе Новосибирской области России. Входит в состав Леснополянского сельсовета. 

## География
Площадь посёлка — 61 гектар.

## Население
| 2002 | 2007 | 2010 |
| ---- | ---- | ---- |
| 90   | ↘75  | ↘44  |

## Инфраструктура
В посёлке по данным на 2007 год функционирует 1 учреждение здравоохранения.